# John William Waterhouse
John William Waterhouse (Roma, 6 de abril de 1849 - Londres, 10 de febrero de 1917) fue un pintor británico. Hijo de artistas, sus comienzos como pintor estuvieron influidos por el neoclasicismo victoriano. En la fase siguiente, se convierte en un pintor prerrafaelita. Más tarde estuvo atraído por el plenairismo de los impresionistas franceses. Si al principio de su carrera se dedicó a temas de la antigüedad clásica, más adelante abordó los literarios, siempre con un estilo suave y misterioso, imbuido de romanticismo, que permiten encuadrarlo dentro del simbolismo. Pintor famoso en vida, su fama decayó durante el siglo XX. Sin embargo, a fines de esta centuria se produjo una revaloralización de sus aportes a la historia de la pintura.

## Vida
John William Waterhouse nació en Roma en 1849. Su padre, de nacionalidad inglesa, trabajaba allí como pintor. Fue apodado Nino durante su infancia. En la década de 1850, regresó con su familia a Inglaterra, donde aprendió el italiano de su padre y lo ayudó en su taller. En 1870, ingresó en la Royal Academy Schools de Londres. Sus primeras obras fueron de temática clásica y se exhibieron en la Royal Academy, la Sociedad de Artistas Británicos y la Dudley Gallery. A los 28 años viajó por el extranjero, teniendo especial predilección por Italia, y ello se vio fuertemente reflejado en sus obras, influenciadas por la vida y costumbres italianas. Las creaciones de esta época son de temática de la historia antigua y el género clásico, similares a las del pintor Alma-Tadema. No obstante, también creó pinturas con ciertos aires orientales.
Desde 1880 expuso anualmente sus cuadros en la Royal Academy y en The Academy. Entre los años 1885 y 1895, fue nombrado socio y académico de la Royal Academy. En 1883, tras su matrimonio con Esther Kenworthy, Waterhouse se estableció en Primrose Hill Studios (primero en el número 3 y más tarde en el 6). También vivieron en Primrose Hill Studios los artistas Arthur Rackham y Patrick Caulfield. En 1891, Waterhouse conoció una modelo, cuyo nombre se cree que fue Muriel Foster, que posó para sus cuadros, los cuales más tarde serán célebres.
Waterhouse fue patrocinado por Alexander Henderson, financiero, quien desde 1903 hasta su muerte le compró varias de sus pinturas. Waterhouse falleció en Londres el 10 de febrero de 1917.

## Evolución artística
El estilo pictórico de Waterhouse se mantuvo prácticamente inalterable en toda su vida, pero en cualquier caso, la temática de sus obras va cambiando según la etapa que atravesaba.
En una primera etapa podemos distinguir obras de temática clásica, correspondiente a los viajes de Waterhouse por Italia. A partir de 1880 inicia una nueva época basada en temas literarios, donde se ve una clara influencia de la mitología y literatura griegas. A partir de 1900, influenciado por el Impresionismo, se muestra más tranquilo y utiliza colores más claros y brillantes.

### Obras destacadas
- Sueño y su hermanastro Muerte (1874).
- Oráculo (1884).
- La dama de Shalott (1888).
- Ulises y las Sirenas (1891).
- Hilas y las ninfas (1896).
- Eco y Narciso (1903).
- Ofelia (1910).
- Tristán e Isolda (1916).

Obras destacadas de John William Waterhouse
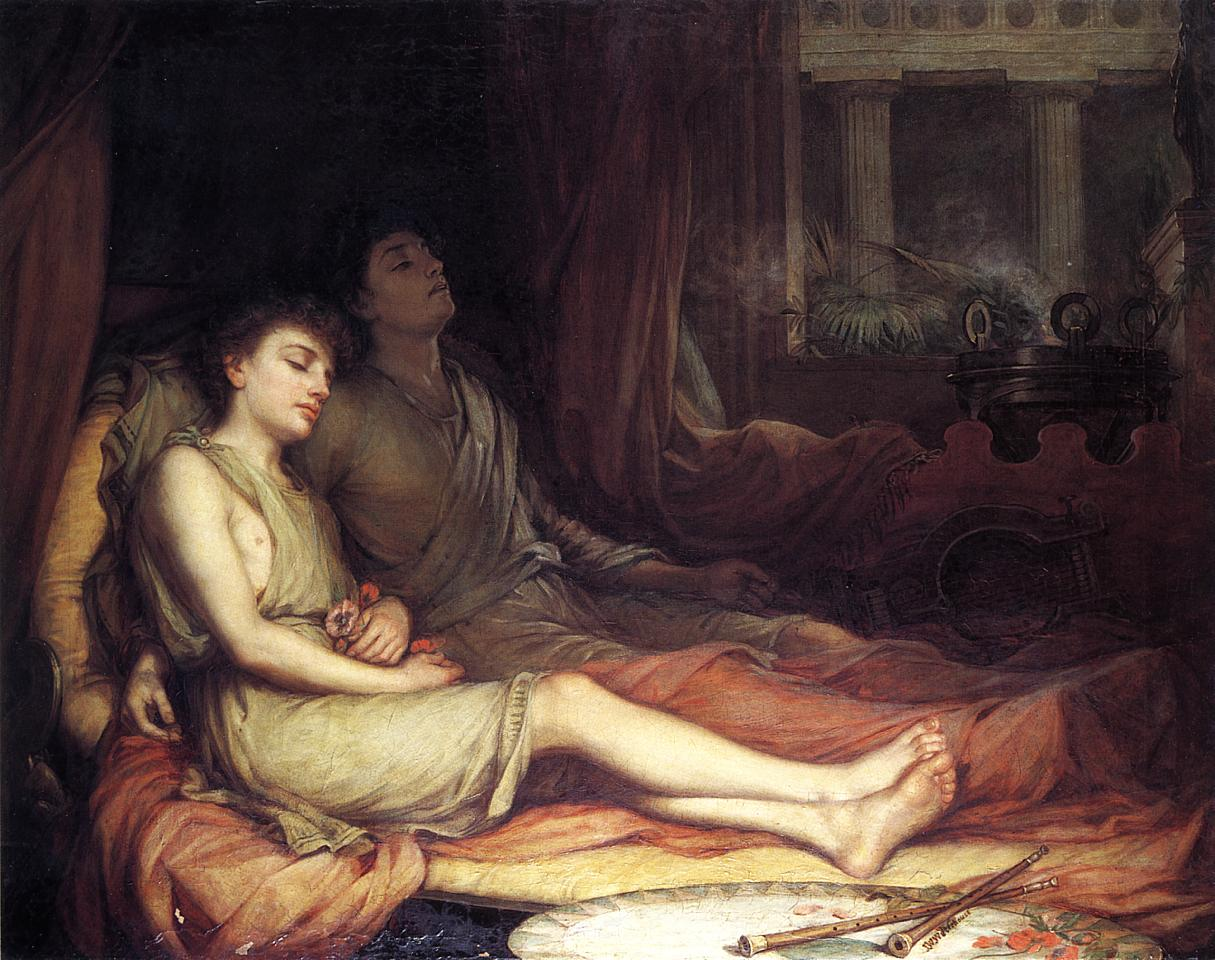
1874 - Sueño y su hermanastro Muerte.
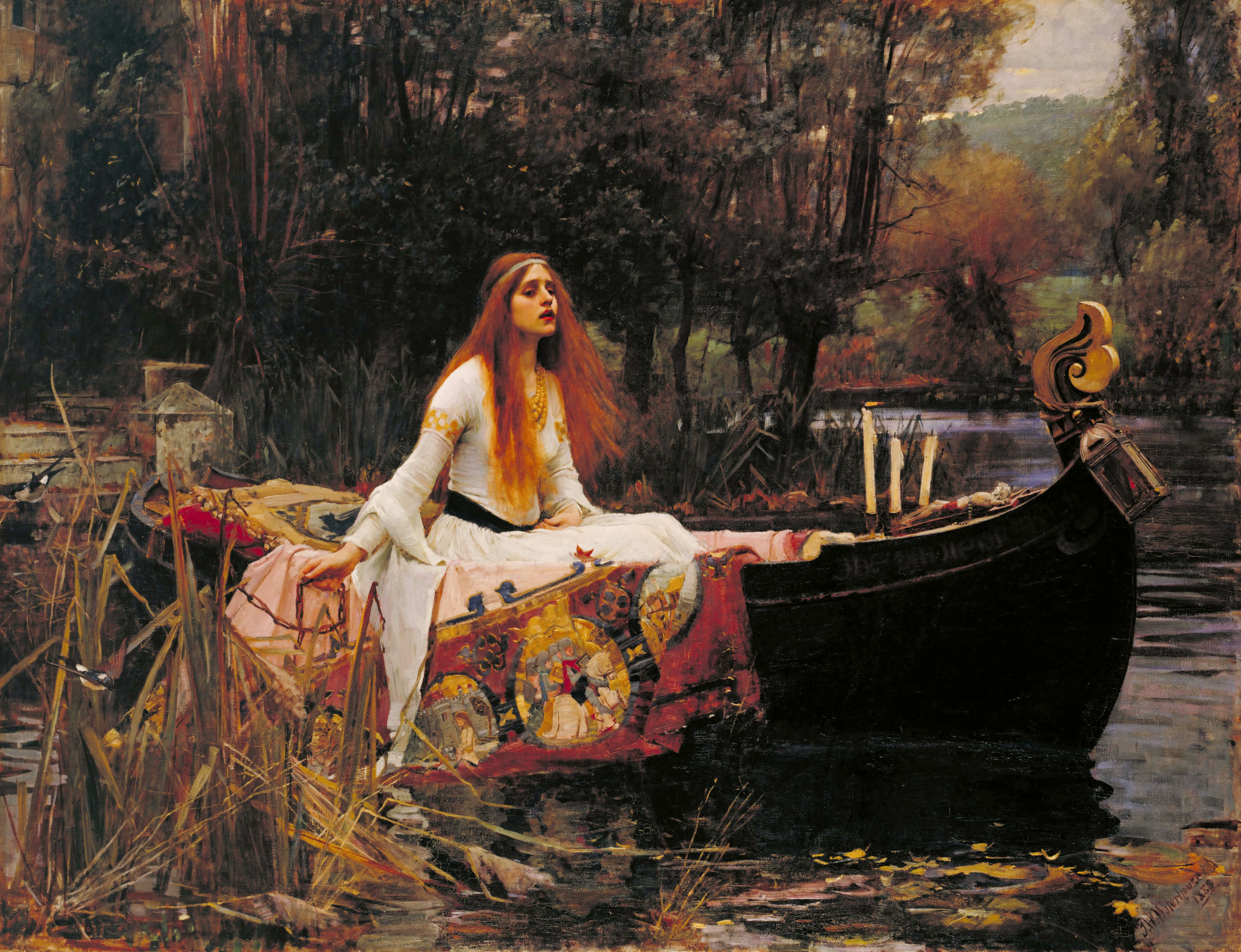
1888 - La dama de Shalott.
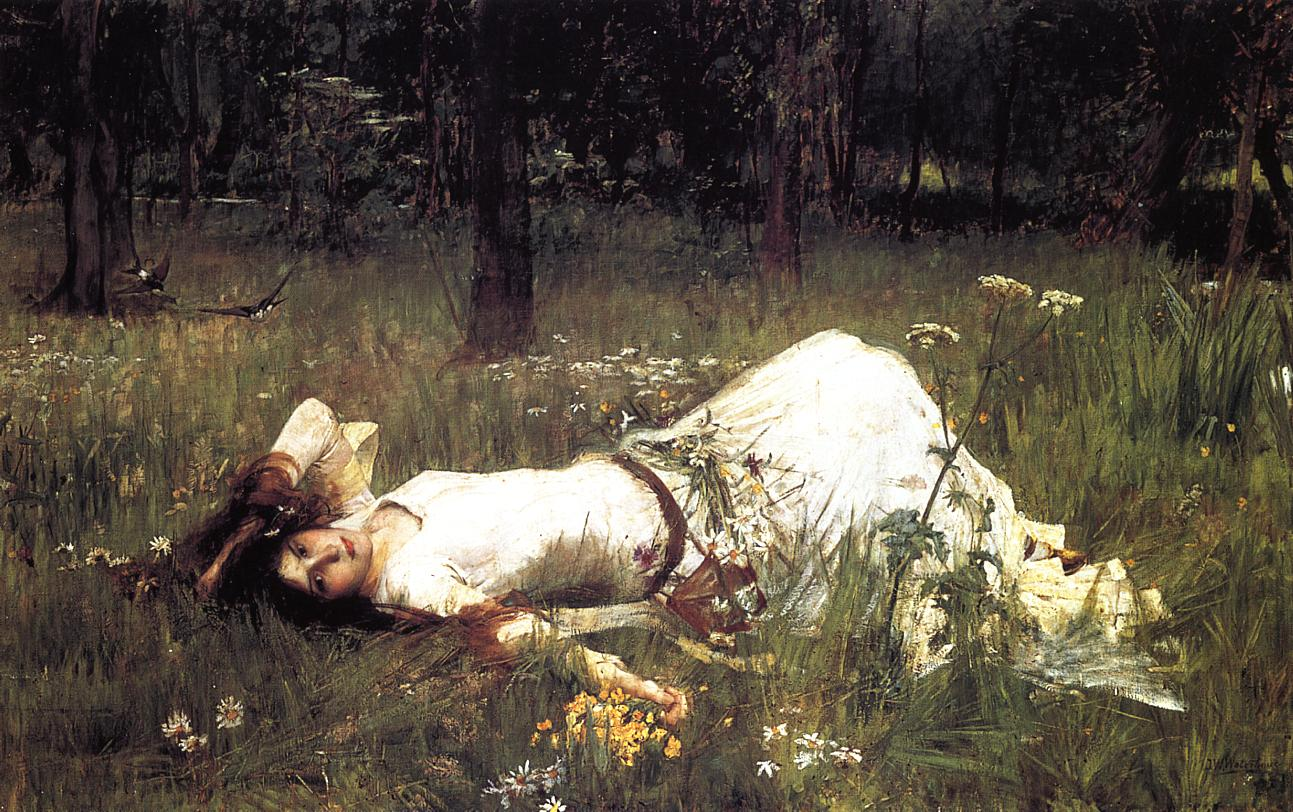
1889 - Ofelia.
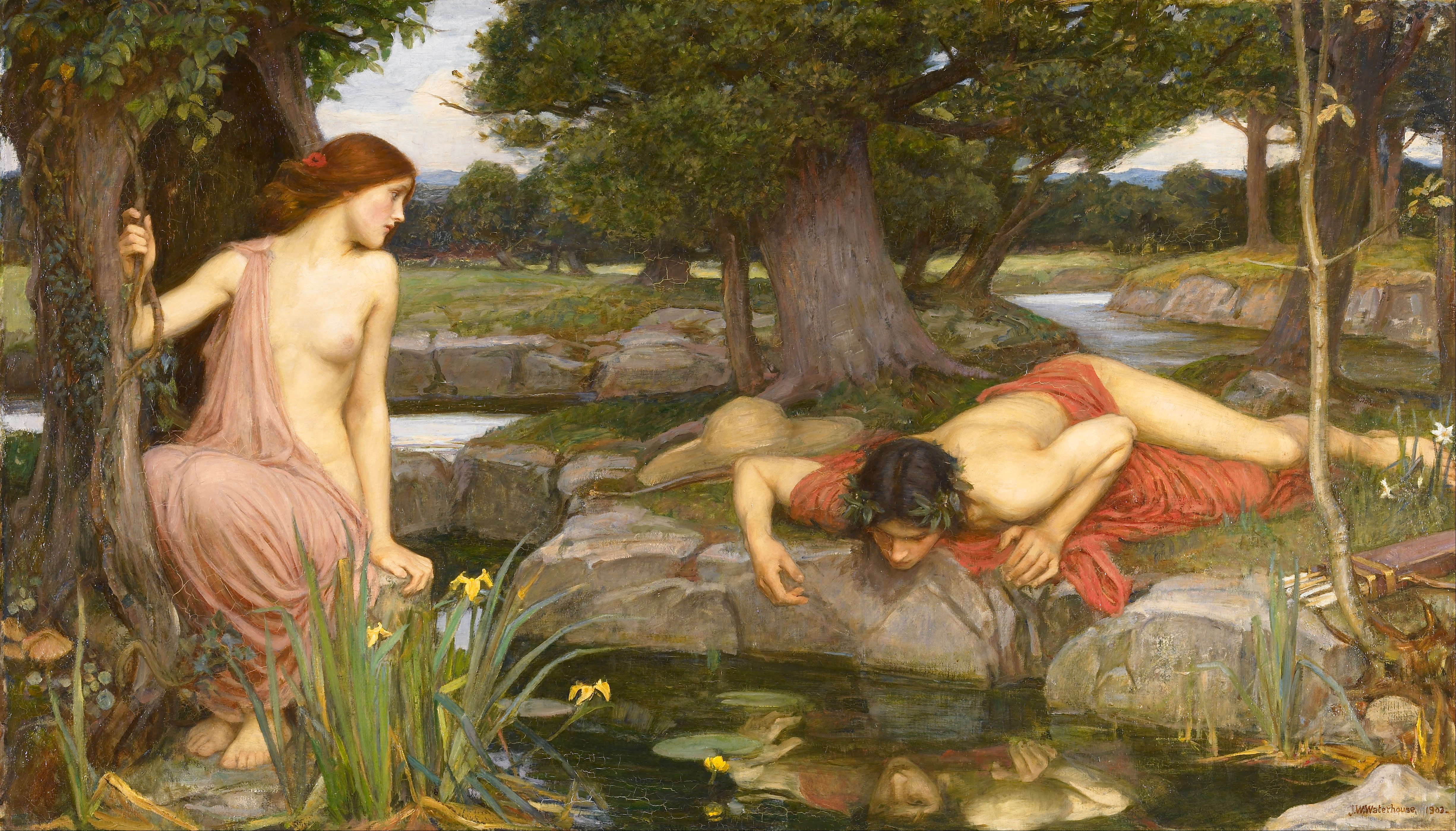
1903 - Eco y Narciso.
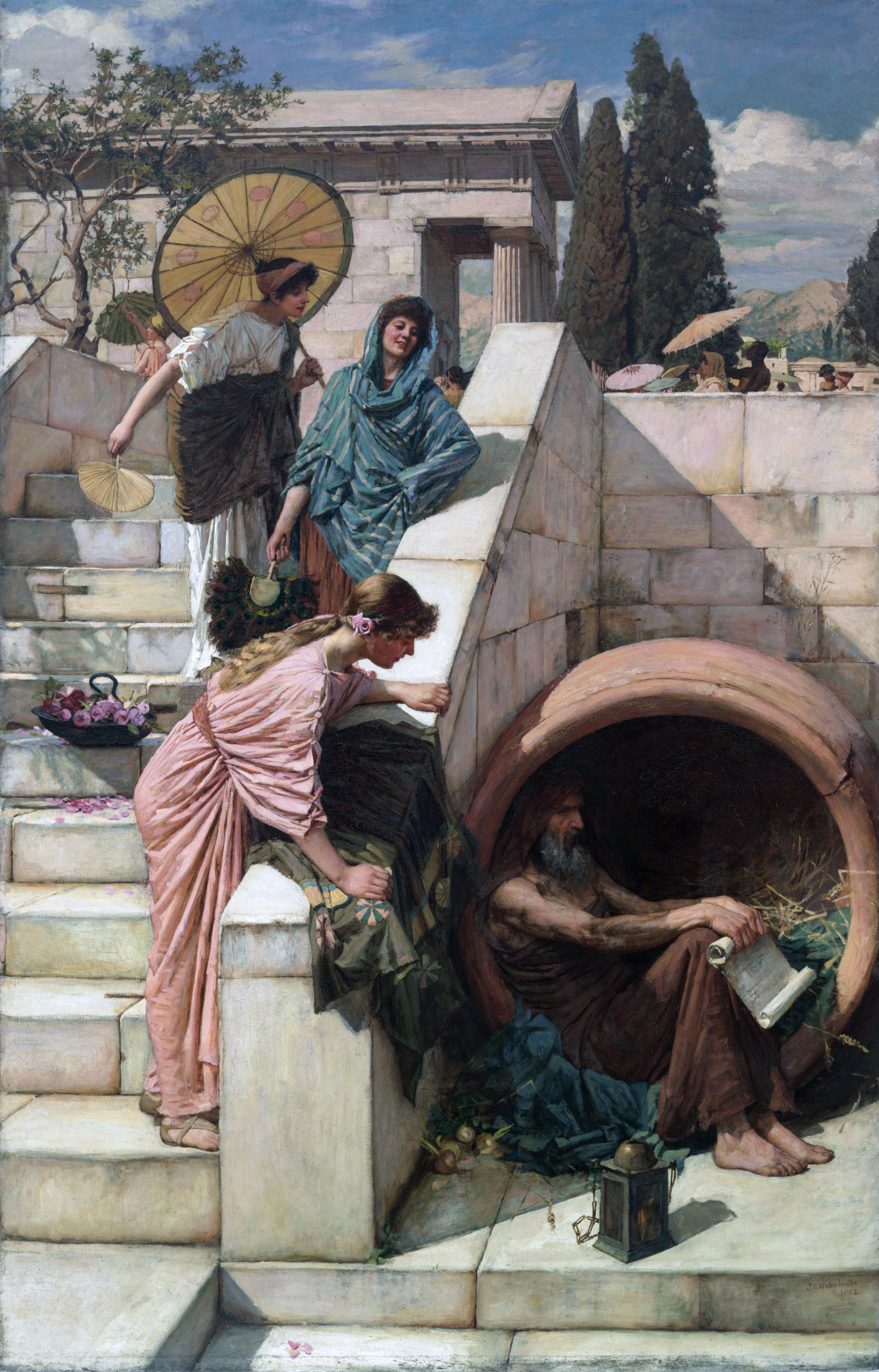
1882 - Diógenes
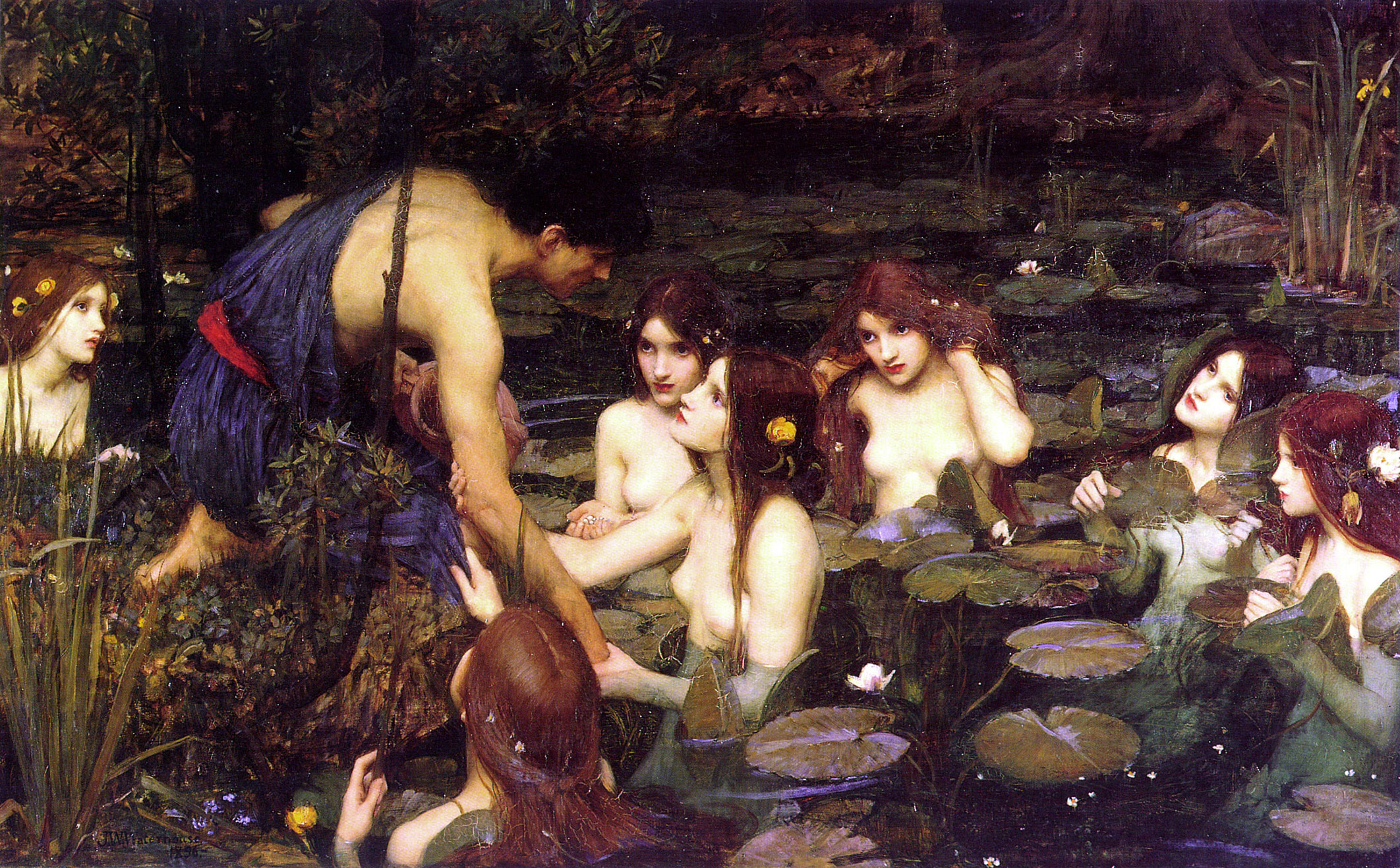
1896 - Hylas y las ninfas.
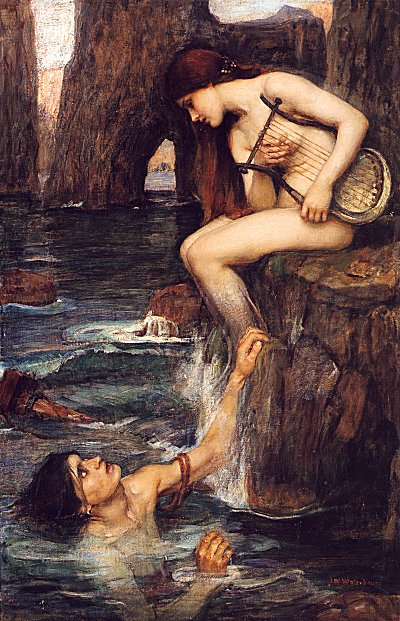
1900 - La Sirena.

### En español
- John William Waterhouse (1849-1917)

### En inglés
- Waterhouse, the art and life of John William Waterhouse
- John William Waterhouse
- Waterhouse at Tate Britain
- Echo and Narcissus (1903)
- John William Waterhouse at artrenewal.org
- John William Waterhouse at ArtMagick
- Colección de pinturas de Waterhouse

- Datos: Q212754
- Multimedia: John William Waterhouse / Q212754